# Anglo Irish Bank
Anglo Irish Bank (irl.: Banc Angla-Éireannach) – były irlandzki bank z siedzibą w Dublinie, działający w latach 1964-2011. Bank został założony w 1964 roku, a w 1971 pojawił się w ofercie publicznej na giełdzie.
Bank był określany jako jeden z najlepszymi wynikami finansowymi w Europie, w 2008 roku nadal udzielając pożyczek utworzył bańkę cenową na rynku nieruchomości. W styczniu 2009 roku rząd Irlandii ogłosił nacjonalizację banku, zaś w 2013 przyjął ustawę o jego likwidacji.
W 2007 posiadał 1900 pracowników.